# Anna-Lisa Hellström
Anna Elisabet Lindahl, känd som Anna-Lisa Hellström, ogift Hellström, född 31 mars 1887 i Hedvig Eleonora församling i Stockholm, död 20 juni 1949 i Örgryte i Göteborg, var en svensk skådespelare. Hon var mormor till Lena Söderblom och Ted Ström.

## Biografi
Anna-Lisa Hellström var dotter till mekanikern Karl Robert Hellström (1853–1906) och Anna Alfrida Gustava, ogift Alenius (1855–1924).
Anna-Lisa Hellström var i 20-årsåldern skådespelare och medverkade i flera svenska stumfilmer under åren 1910 till 1912. 
Hellström gifte sig 1912 med skådespelaren Albin Lindahl (1882–1968). De fick barnen Ann Mari Ström (1914–2003) och Tom Lindahl (1920–1998), som båda blev verksamma inom teatern. Dotterdottern Lena Söderblom (född 1935) växte också upp hos makarna Lindahl.
Anna-Lisa Hellström är begravd på Norra begravningsplatsen utanför Stockholm.

## Filmografi
- 1910 – Regina von Emmeritz och Konung Gustaf II Adolf
- 1910 – Emigrant
- 1910 – Bröllopet på Ulfåsa
- 1911 – Stockholmsfrestelser
- 1911 – Stockholmsdamernas älskling
- 1911 – Järnbäraren
- 1911 – Blott en dröm
- 1912 – Systrarna

## Teater

### Roller (ej komplett)
| År   | Roll                | Produktion                                                                     | Regi                      | Teater                   |
| ---- | ------------------- | ------------------------------------------------------------------------------ | ------------------------- | ------------------------ |
| 1907 | Clo-Clo             | Glada änkan Franz Lehár, Victor Léon och Leo Stein                             | Axel Bosin                | Oscarsteatern            |
| 1914 | Titine              | Hon – eller ingen (Une affaire scandaleuse) Paul Gavault och Maurice Ordonneau | Knut Nyblom               | Vasateatern              |
| 1915 | Monica              | En fiffikus Paul Frank                                                         | Justus Hagman             | Vasateatern              |
| 1918 | Lova                | Jag gifta mig - aldrig! Ernst Fastbom                                          | Ernst Fastbom             | Vasateatern              |
| 1918 | Lisbeth             | Den bättre hälften Franz Arnold och Ernst Bach                                 | Knut Nyblom               | Vasateatern              |
| 1920 |                     | Ska vi - eller inte? Jens Locher                                               | Knut Nyblom               | Vasateatern              |
| 1920 |                     | Hotellråttan Marcel Gerbidon och Paul Armont                                   |                           | Vasateatern              |
| 1921 | Angeline            | Borgmästarinnan (La presidente) Maurice Hennequin och Pierre Veber             | Albert Ranft              | Vasateatern              |
| 1921 | Margaret            | Niobe Harry Paulton och Edward Paulton                                         |                           | Vasateatern              |
| 1921 |                     | Komprometterad Frances Nordstrom                                               | Nils Johannisson          | Vasateatern              |
| 1921 | Marthe              | Hon gav dig ögon Maurice Hennequin och Pierre Veber                            | Knut Nyblom               | Vasateatern              |
| 1921 | Rose Pompon         | Jag måste ha Adrienne Louis Verneuil                                           | Knut Nyblom               | Vasateatern              |
| 1922 | Nina                | Varulven Angelo Cana                                                           | Knut Nyblom               | Vasateatern              |
| 1923 | Ninon de Hauteville | Moral Ludwig Thoma                                                             | Torsten Hammarén          | Helsingborgs stadsteater |
| 1923 | Gurli               | Signade tider Algot Sandberg                                                   | Albin Lindahl             | Helsingborgs stadsteater |
| 1923 | Petrea Sommerblom   | Det lyckliga valet Nils Kjær                                                   | Torsten Hammarén          | Helsingborgs stadsteater |
| 1924 | Victoire Bertin     | Din nästas fästmö Adelaide Matthews och Anne Nichols                           | Torsten Hammarén          | Helsingborgs stadsteater |
| 1924 | Arlette Millois     | Hjärter är trumf Felix Gandera                                                 | Torsten Hammarén          | Helsingborgs stadsteater |
| 1924 | Milagros            | Åtrå Jacinto Benavente                                                         | Gerda Lundequist-Dalström | Helsingborgs stadsteater |
| 1924 | Yvonne              | Hans rätta hustru Jacques Bousquet och Henri Falk                              | Hjalmar Peters            | Helsingborgs stadsteater |
| 1924 | Anette              | Fröken Pascal Martial Piéchaud                                                 | Gerda Lundequist-Dalström | Helsingborgs stadsteater |
| 1924 | Britta              | Värmlänningarna Fredrik August Dahlgren och Andreas Randel                     | Hjalmar Peters            | Helsingborgs stadsteater |
| 1925 | Rut Ekeström        | Dagens hjälte Carlo Keil-Möller                                                | Torsten Hammarén          | Helsingborgs stadsteater |
| 1925 | Fanny               | Vår lilla fru Avery Hopwood                                                    | Torsten Hammarén          | Helsingborgs stadsteater |
| 1925 | Nanine              | Kameliadamen Alexandre Dumas den yngre                                         | Helge Wahlgren            | Helsingborgs stadsteater |
| 1925 | Marina              | Löftet Tomasino Scotti                                                         | Gerda Lundequist-Dalström | Helsingborgs stadsteater |
| 1925 | Greta-Lisa          | En aftonstund på "Tre Liljor" Knut Michaelson                                  |                           | Helsingborgs stadsteater |
| 1925 | Fru Inger Trolle    | Ljungby horn Edgar Collin, Vilhelm Østergaard, och Alfred Ipsen                | Helge Wahlgren            | Helsingborgs stadsteater |
| 1926 | Toralfa             | Stora barndopet Oskar Braaten                                                  | Helge Wahlgren            | Helsingborgs stadsteater |